# Scye
Scye é uma comuna francesa na região administrativa de Borgonha-Franco-Condado, no departamento de Alto Sona. Estende-se por uma área de 5,84 km². Em 2010 a comuna tinha 140 habitantes (densidade: 24 hab./km²).